# Verisimilitude (fiction)
Verisimilitude همانندی با حقیقت در یک اثر داستانی. این کلمه از لاتین: verum آمده‌است به معنای حقیقت و similis به معنای مشابه. حقیقی یا واقعی نمایی حتی در حالت توهم و رؤیا گونگی، یعنی اینکه فانتزی نیز ریشه در واقعیت دارد، یا باید داشته باشد.

## ریشه‌های اصلی
حقیقت نمایی ریشه در نظریه تقلید افلاطونی و ارسطویی و بازنمایی طبیعت دارد. به گفته افلاطون و ارسطو، برای اینکه یک اثر هنری برای مخاطب اهمیت یا متقاعدساز، باید در واقعیت ریشه داشته باشد.
اتحاد واقع گرایانه سبک و موضوع. در نتیجه، زبان شاعرانه شخصیت‌ها در یک اثر داستانی باید از نظر سن، جنسیت یا نژاد شخصیت مناسب باشد.
رمان باید تمایل خواننده را برای تعلیق ناباوری خود تسهیل کند، عبارتی که توسط ساموئل تیلور کولریج استفاده می‌شد. تمرکز اعتبار تنها بر دنیای بیرونی خواننده نیست. اعتبار رمان را می‌توان بر حسب منطق درونی خود رمان دید.

## اصالت و اعتبار ذاتی اثر
داستان می‌بایست به گونه‌ای نزدیک و مطابق با حقیقت باشد که مخاطب به‌طور شهودی در متن دنیای داستان احساس واقعی کند.
آنچه اصالت و اعتبار ذاتی اثر نامیده می‌شود و مقدمات، قراردادها و قواعد را می‌سازد، معیاری برای دریافت حقیقت است. اگر نویسنده کارش را خوب انجام داده باشد، خواننده حاصل کار را باز نمایی پذیرفتنیِ واقعیت می‌یابد.
بدینسان، آثاری که روال عادت را برهم می‌زنند همانقدر معتبرند که آثار رئالیستیِ معمول. مانند سفرهای گالیور جاناتان سوییفت.